# Gare de Goppenstein
La gare de Goppenstein est une gare ferroviaire située sur le territoire de la localité suisse de Goppenstein, appartenant à la commune suisse de Ferden, dans le canton du Valais.
Elle se trouve au niveau du portail sud du tunnel de Lötschberg, inauguré en 1913. Long de 14,6 km, cet ouvrage aboutit au nord en gare de Kandersteg.

## Situation ferroviaire
Établie à 1 217 mètres d'altitude, la gare de Goppenstein est située au point kilométrique 48,4 de la ligne du Lötschberg entre les gares de Kandersteg (en direction de Berne) et d'Hohtenn (en direction de Brigue).
Elle dispose de quatre voies dont trois voies le long de deux quais, permettant ainsi l'arrêt des trains de voyageurs dans chaque sens, ainsi que plusieurs voies de service notamment pour les trains-autos.

## Histoire

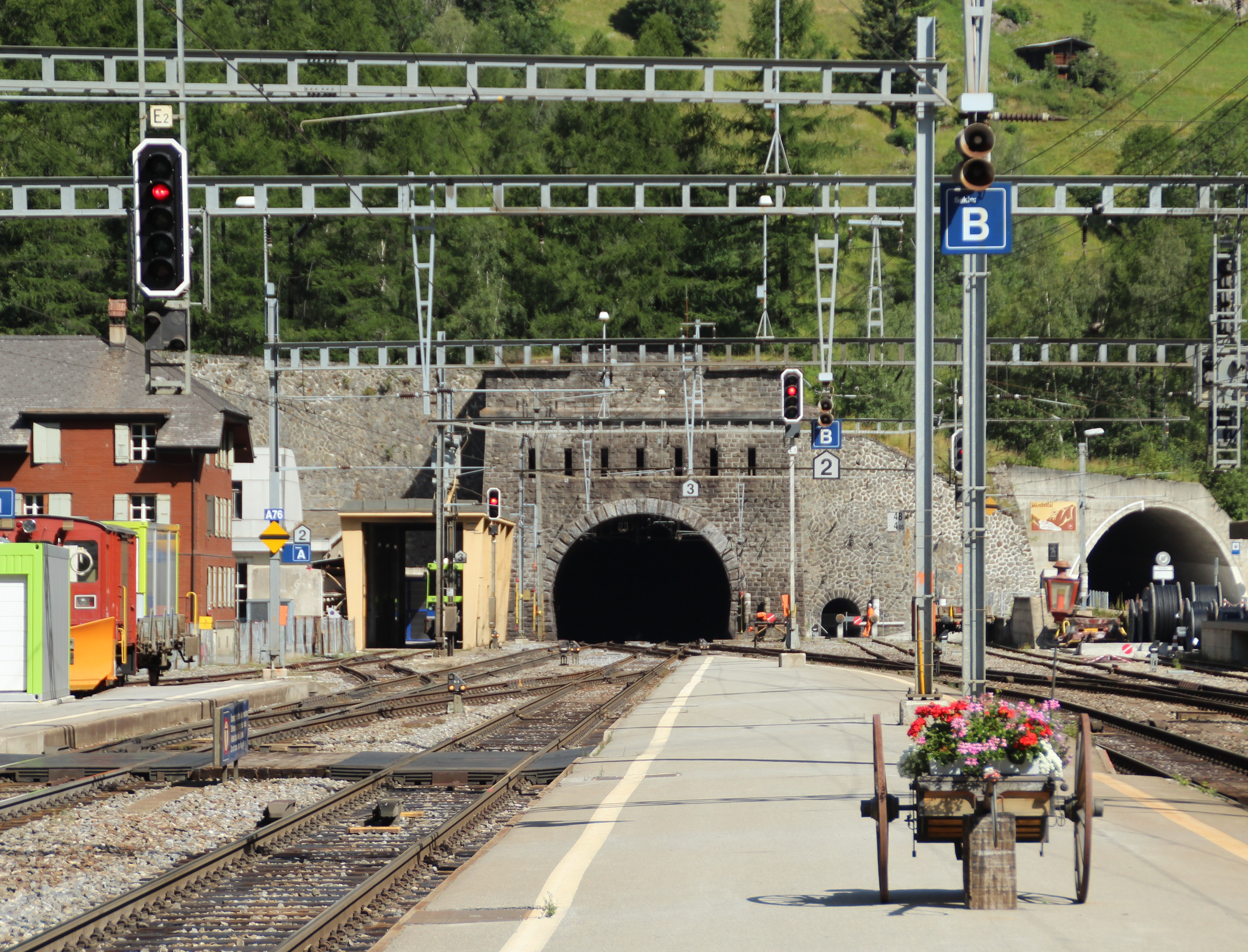
Portail sud du tunnel du Lötschberg.

La gare de Goppenstein a été inaugurée en 1913 avec la mise en service du tronçon Frutigen - Brigue de la ligne du Lötschberg. BLS, le propriétaire de la ligne, a été renommée BLS Lötschbergbahn en 1997 avant de fusionner en 2006 avec Regionalverkehr Mittelland AG pour devenir BLS AG. En 2007, le tronçon Frutigen - Brigue a perdu la majeure part de son trafic ferroviaire avec l'ouverture du tunnel de base de Lötschberg.
En saison, jusqu'en 2013, la Deutsche Bahn exploitait une paire de trains de nuit (CNL) entre Amsterdam, Hambourg, et Brigue via la ligne du Lötschberg, afin de permettre aux Allemands d'accéder aux pistes de ski des Alpes suisses.

## Services ferroviaires

### Accueil
Gare du BLS, elle est dotée d'un bâtiment voyageurs ainsi que de distributeurs automatiques de titres de transport. La gare n'est pas accessible aux personnes à mobilité réduite.

### Desserte
La gare de Goppenstein est desservie une fois par heure dans chaque sens par les trains RegioExpress « Lötschberg » reliant Berne à Brigue (prolongés une fois toutes les deux heures en Italie jusqu'à Domodossola).
- RE Berne - Thoune - Spiez - Frutigen - Kandersteg - Goppenstein - Brigue (- Domodossola).

Elle est également desservie par les navettes ferroviaires pour voitures (auto-trains) circulant entre Kandersteg et Goppenstein à travers le tunnel du Lötschberg.

### Intermodalité
La gare de Goppenstein est en correspondance avec la ligne 591 assurée par CarPostal qui relie la gare de Gampel-Steg à la gare aval du téléphérique Wiler-Lauchernalp (station de ski de Lauchernalp), Blatten (Lötschen) voire Fafleralp pour certains services.